# Joseph Chardronnet
Cet article possède des paronymes, voir Chardonnet et Chardonneret (homonymie).
Joseph Chardronnet (Brest, 19 mars 1910 - Pontmain, 1er décembre 2001) est un prêtre breton.

## Biographie
Il effectue des études secondaires à Saint-François de Lesneven, puis l'institut missionnaire des Oblats de Marie-Immaculée.
Après avoir été ordonné prêtre, il effectue douze ans d'enseignement de l'histoire à Pontmain et à Fougères.
En 1947, il est appelé à Paris dans les services administratifs de son institut. Il possède des contacts suivis avec diverses associations bretonnes : Ker-Vreiz, Kendalc'h, Scouts et guides Bleimor, dont il fut l'aumônier de 1948 à 1965. Le père Chardronnet jouera un rôle important dans la campagne internationale pour la libération d’André Geoffroy.
En 1969, il revient en Bretagne, et en 1974, à Pontmain, un village de la Mayenne. Passionné de culture bretonne, il publie, en 1965, une Histoire de Bretagne, bien accueillie par le public breton et rééditée à plusieurs reprises.

## Publications
- Histoire de Bretagne. Nouvelles Éditions latines. 1966.
- Le livre d'or des saints de Bretagne. Armor Éditeur, 1977, réédition Coop Breizh, 1995.
- Rennes et la Haute Bretagne. Éditions France-Empire - 1980.

Un fonds Joseph Chardonnet a été déposé à la bibliothèque Yves-Le-Gallo du Centre de recherche bretonne et celtique (CRBC) de l'Université de Bretagne occidentale. Il comprend quatre boîtes d'archives dont un inventaire succinct est disponible sur le site du CRBC.